# 1986 في ليبيا
فيما يلي قوائم الأحداث التي وقعت خلال عام 1986 في ليبيا.

## سياسة

### انتهاء فترة المنصب
- 1 سبتمبر – عبد الحميد البكوش رئيس وزراء ليبيا.

## أفلام
من الأفلام التي صدرت هذه السنة في ليبيا:
- 1 يناير – الشظية

## مواليد

### مايو
- 16 مايو – نور حسن عارض باكستاني.

### سبتمبر
- 1 سبتمبر – محمد عساف مطرب فلسطيني.

## وفيات

### يناير
- 1 يناير – عبد المجيد كعبار (مواليد 1909)

### ديسمبر
- 21 ديسمبر – ونيس القذافي (مواليد 1924)